# フランチ・ペテク
フランチ・ペテク（Franci Petek、1971年6月15日 - ）は、スロベニア出身の元スキージャンプ選手で地理学者。
1990年から1995年までスキージャンプ・ワールドカップを転戦した。イタリアのヴァル・ディ・フィエンメで行われた1991年ノルディックスキー世界選手権では個人ラージヒルで優勝、ユーゴスラビアにこの種目で初めての金メダルをもたらした。
これにより1991年スロベニアスポーツマン・オブ・ザ・イヤーを受賞している。
1992年のアルベールビルオリンピックでは個人ラージヒルで8位、ノーマルヒルで21位、団体で6位となった。また2年後の1994年に行われたリレハンメルオリンピックではラージヒルで38位となっている。1990年のスキーフライング世界選手権では22位となった。ワールドカップでは1990年にスイスのエンゲルベルク大会ラージヒルで1勝を挙げている。総合では1990-1991シーズンに11位となったのが最高。1991-1992シーズンのジャンプ週間では自己最高の総合4位になっている。
1995年引退後はリュブリャナ大学で地理学を専攻し博士号を取得、2004年にはスロベニア地理学会から表彰を受ける。現在はアントン・メリク地理研究所で研究者生活を送る。
2000年に結婚して子供が2人いる。